# Olympisches Dorf (München)

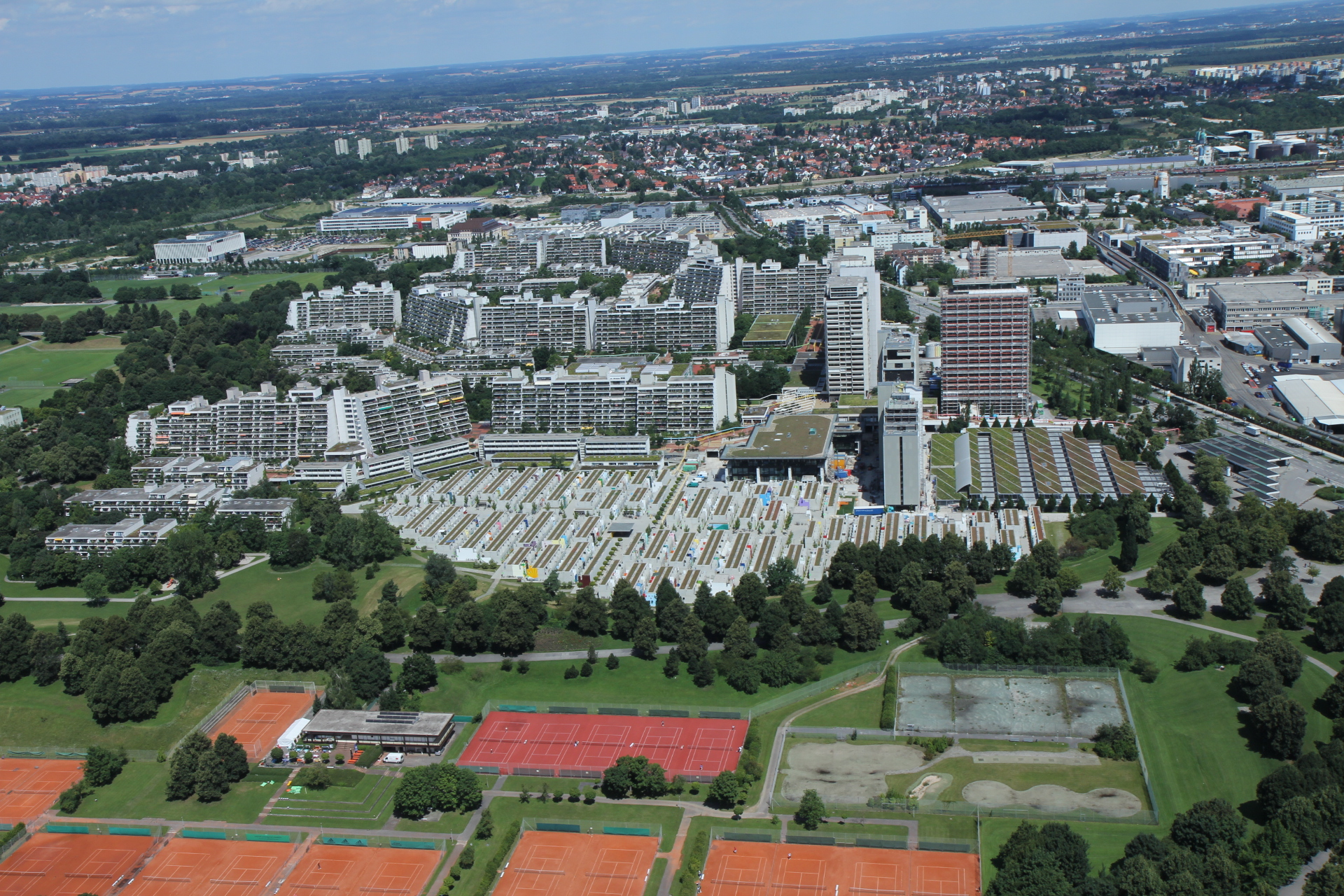
Das Olympische Dorf 2012 vom Olympiaturm aus gesehen

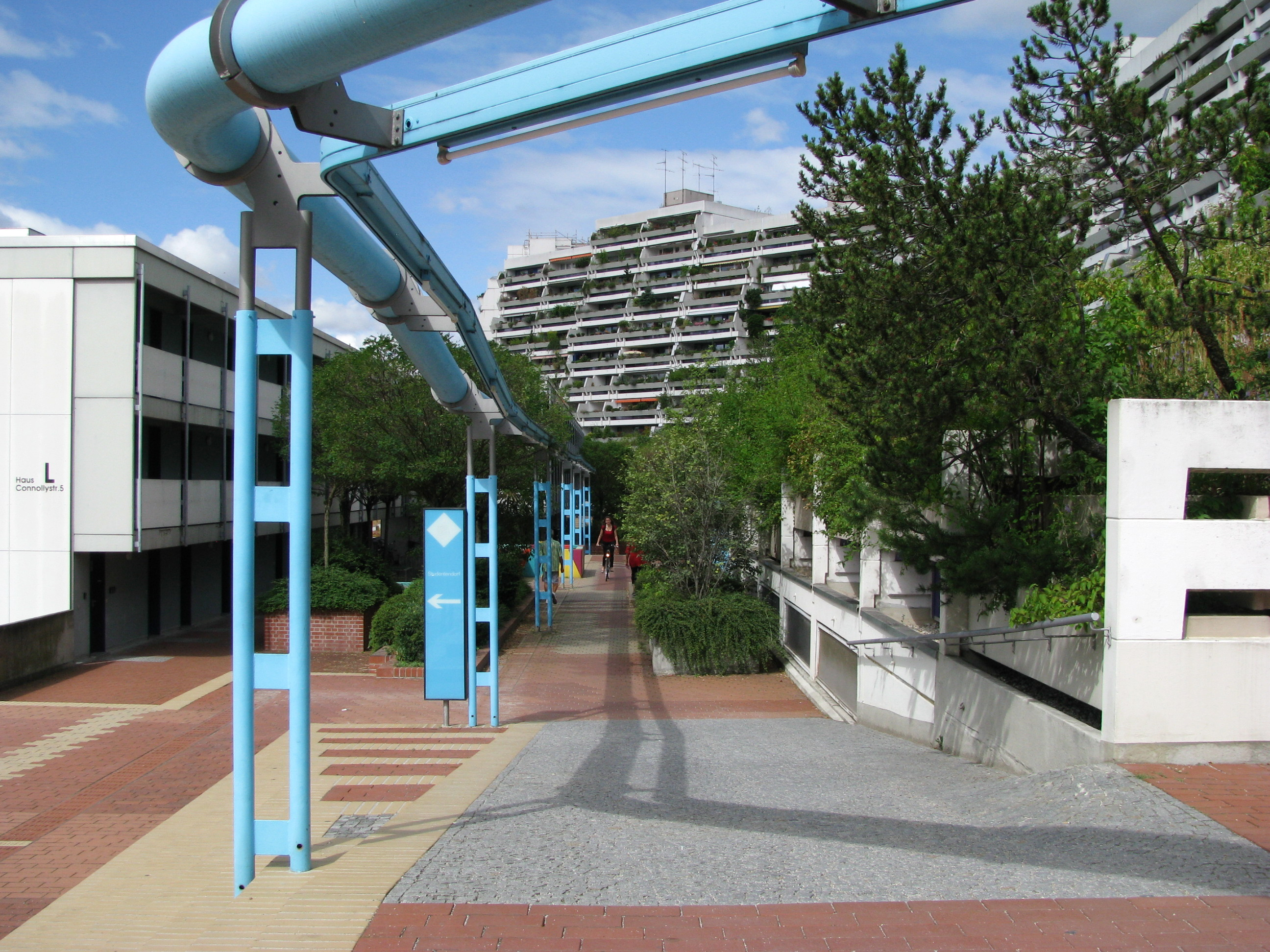
Connollystraße mit blauer „Media Line“ als Wegweiser und Beleuchtung

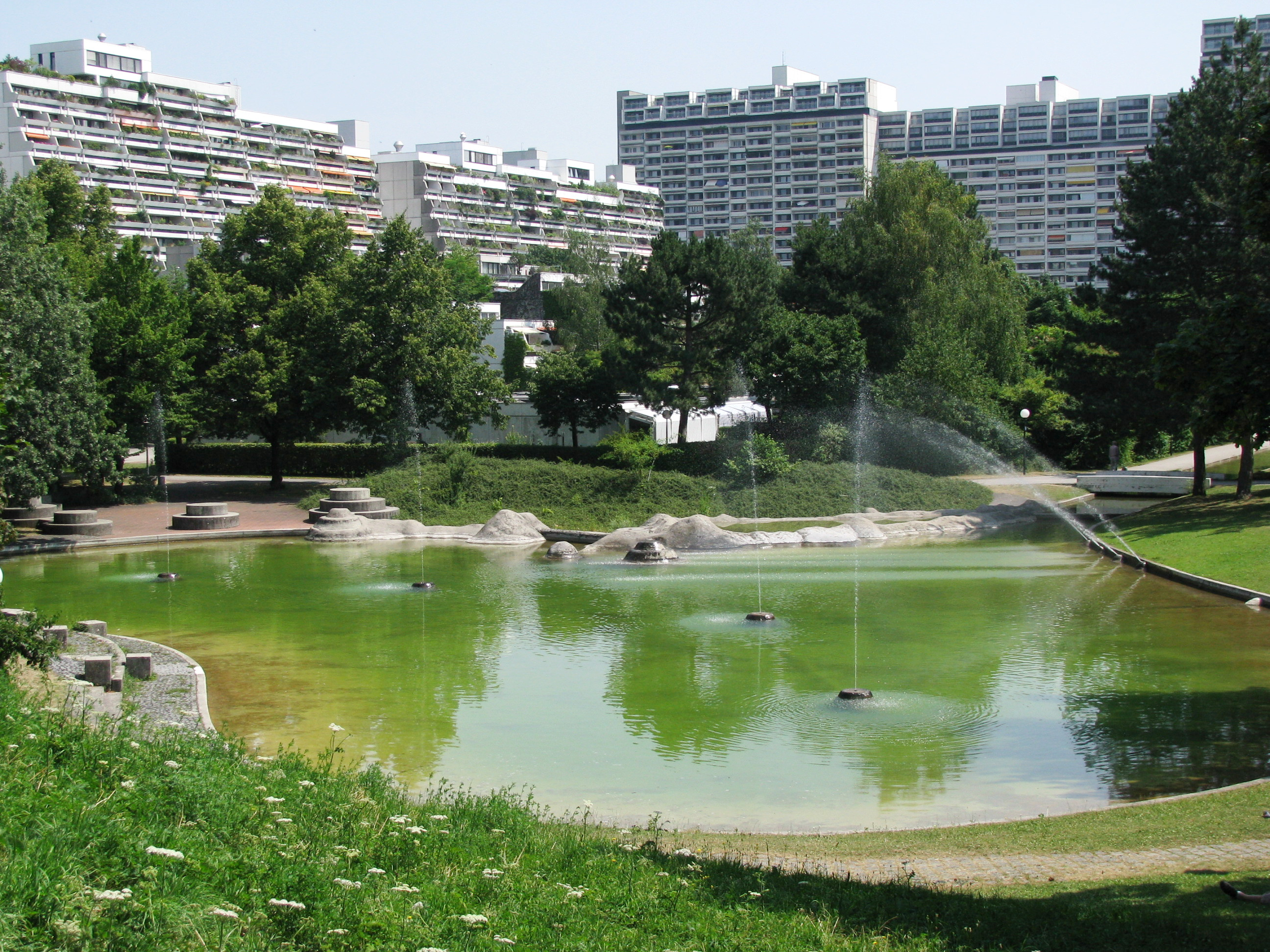
Nadisee

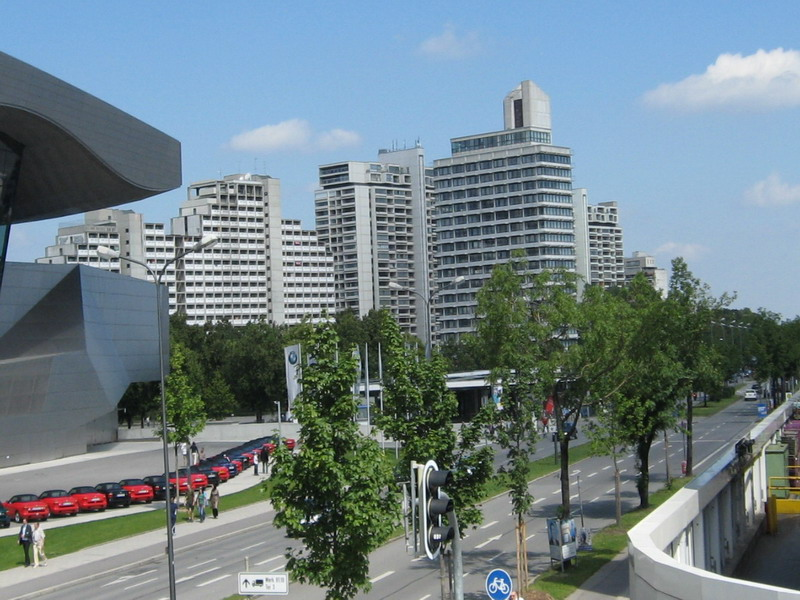
Olympia Tower von der Lerchenauer Straße aus gesehen

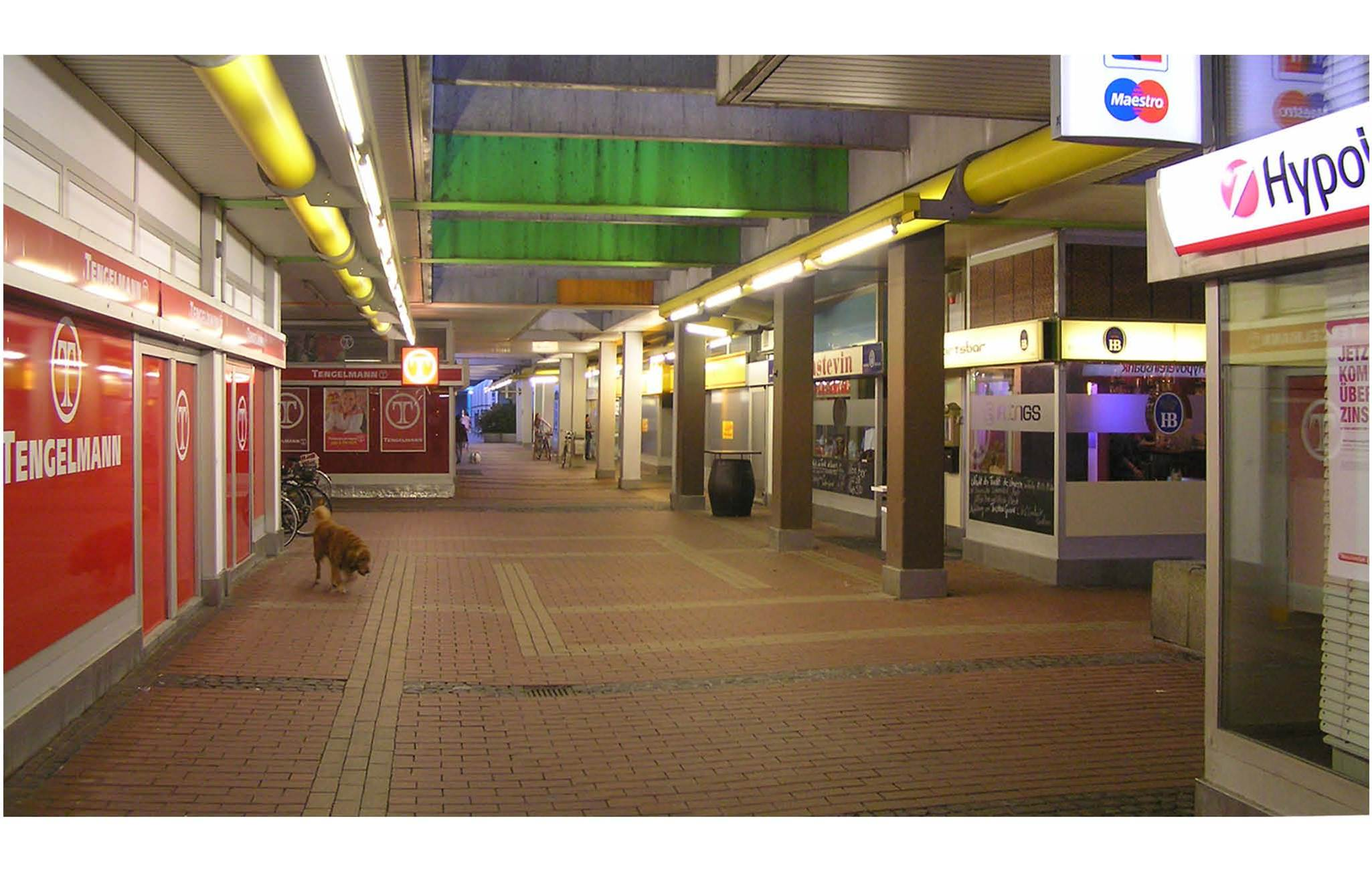
Ladenstraße Helene-Mayer-Ring

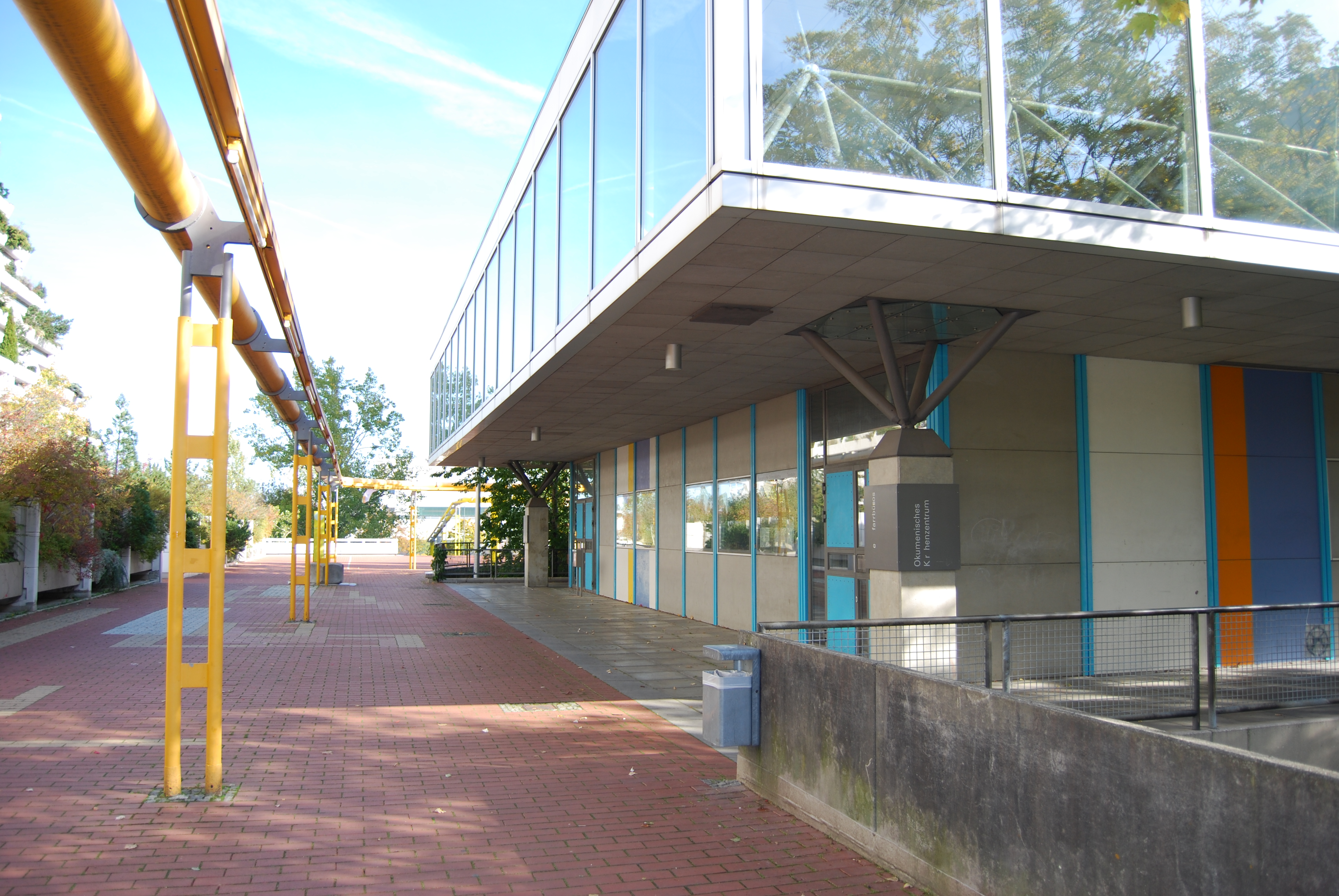
Ökumenisches Kirchenzentrum im Olympischen Dorf von Christ & Karg

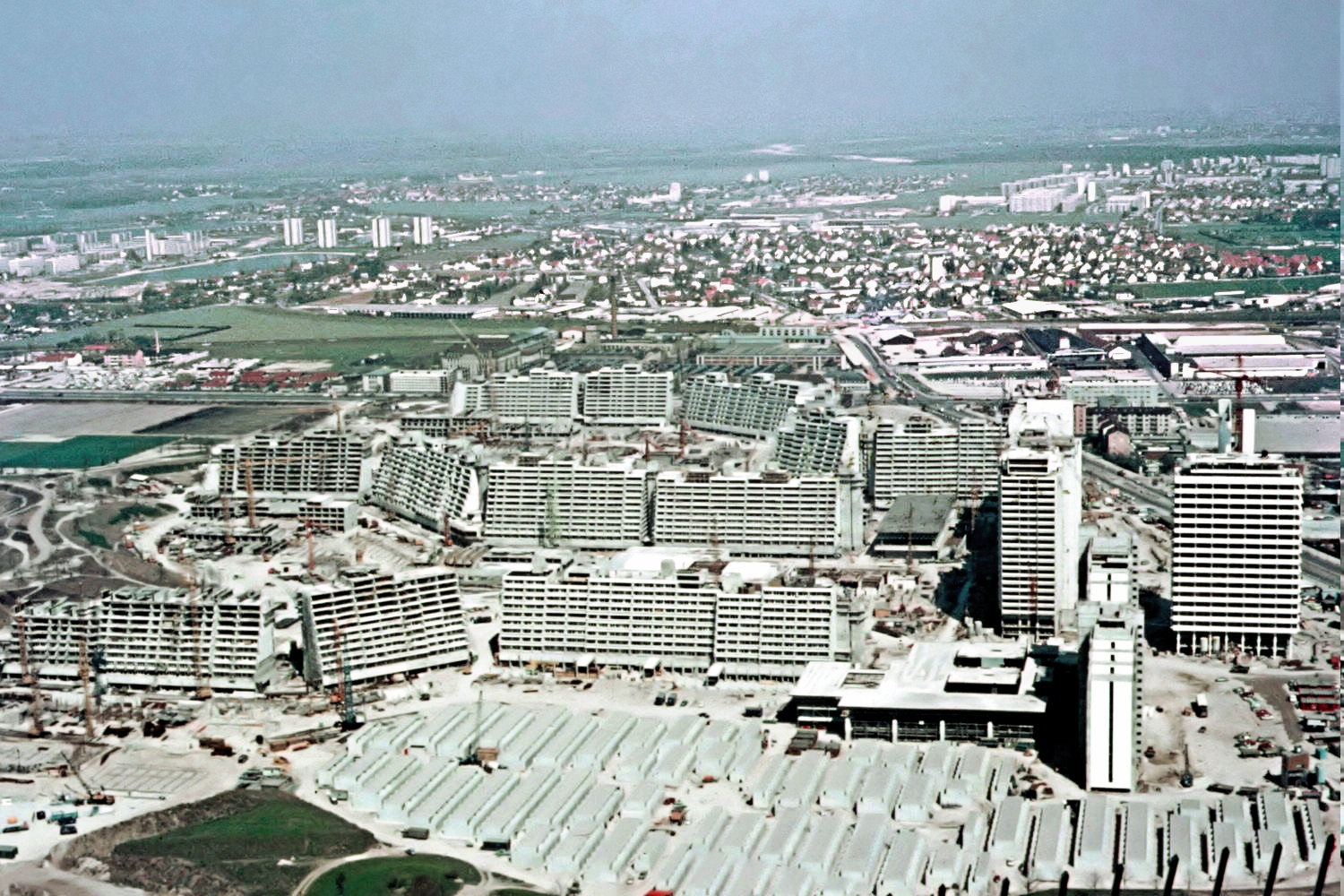
Das Olympische Dorf im Bau (1971).

Das Olympische Dorf in München entstand anlässlich der XX. Olympischen Sommerspiele 1972 zur Unterbringung der Sportler, Betreuer und Funktionäre. Es wurde von dem Architektenbüro Heinle, Wischer und Partner entworfen. 1998 wurde es zusammen mit den Sportanlagen im Olympiapark unter Ensembleschutz gestellt, seit 2018 wird es in der Denkmalliste als Einzelbaudenkmal geführt. Heute ist das 40 Hektar große Areal mit über 6000 Bewohnern in etwa 3500 Wohneinheiten eines der beliebtesten Wohngebiete in München.

## Lage und Gliederung
Das Olympische Dorf ist Teil des Münchner Olympiageländes und liegt gemeinsam mit den ehemaligen Trainingsstätten, jetzt TUM Campus im Olympiapark (Fakultät für Sport- und Gesundheitswissenschaften der Technischen Universität München sowie Zentraler Hochschulsport München), im Olympiapark, zwischen Moosacher Straße (Norden), Lerchenauer Straße (Osten), Georg-Brauchle-Ring (Süden) und Landshuter Allee (Westen) auf dem Gebiet des Oberwiesenfelds im Stadtteil Am Riesenfeld im Stadtbezirk 11 Milbertshofen-Am Hart.
Während das ehemalige Olympische Dorf der Männer im Norden heute wie geplant als Wohnviertel genutzt wird, ist das ehemalige Olympische Dorf der Frauen im Süden heute eine Studentenwohnanlage.
Das ehemalige Olympische Dorf der Männer besteht aus drei Straßenzügen (von Norden: Straßbergerstraße, Nadistraße und Connollystraße), die über den Helene-Mayer-Ring erschlossen sind. Ein auf Stelzen verlaufenden farbiges Rohrsystems die sogenannten „Media Lines“ dienen als Wegweiser: orange für die Straßbergerstraße, grün für die Nadistraße, blau für die Connollystraße und gelb für den Helene-Mayer-Ring.
In diese drei Straßenzüge greifen von Westen wie Finger zwei Grünflächen, die direkt in den Olympiapark übergehen. Südlich liegt der Erinnerungsort Olympia-Attentat. Im Zentrum des Olympiadorfs steht das Nahversorgungszentrum im Helene-Mayer-Ring mit Geschäften, Postfiliale und Schul- und Kindergarten-Einrichtungen.

## Städtebau und Architektur
Das Olympische Dorf war ein städtebauliches Experiment. Es wurde entworfen als „Stadt in der Stadt“ und sollte auch nach der Nutzung während der Olympischen Spiele alle Funktionen des täglichen Lebens erfüllen. Folglich finden sich hier neben Wohnungen auch Einkaufsmöglichkeiten, Schulen und Kindergärten und kulturelle Einrichtungen. Besonderen Wert gelegt wurde auf Spielmöglichkeiten für Kinder. Die Architekten beauftragten die Münchner „Pädagogische Aktion“, die sich vor einem kunstpädagogischen Hintergrund bereits im Vorfeld mit der Entwicklung von Spielsituationen in Städten beschäftigt hat. Neben Spielplätzen wurde besonders darauf geachtet, dass die Anlage insgesamt durch abwechslungsreiche Gestaltung zum Spielen einlädt.
Werner Wirsing errichtete die Studentenbungalows und die alte Mensa mit Günther Ludwig Eckert. Günther Eckert errichtete das Studentendorf auf dem Oberwiesenfeld und ein Hochhaus des Olympischen Dorfs der Frauen. Bauträger war Max W. Schlereth.
Die Wohnanlagen sind in der Straßbergerstraße, Nadistraße und Connollystraße jeweils von Norden her terrassenförmig angelegt und schirmen gemeinsam mit der hohen Bebauung im Helene-Mayer-Ring die Wohnbereiche vom Lärm der stark befahrenen Moosacher Straße und Lerchenauer Straße ab. Höchstes Gebäude ist mit 88 Metern Höhe der Olympia Tower. Jeweils nach Süden hin zu den Grünfingern nimmt die Gebäudehöhe von 6- bis 12-geschossigen Bauten des Hochbereichs bis hin zu eingeschossigen Bungalows im Flachbereich ab.
Das Olympische Dorf ist an der Oberfläche autofrei gestaltet; die vier Erschließungsstraßen Straßbergerstraße, Nadistraße, Connollystraße und Helene-Mayer-Ring sind vollständig eingehaust und vermitteln den Eindruck eines Tunnelsystems.
Die Architektur ist formal von stark einheitlichen Strukturen geprägt. Mit Ausnahme der Anlagen im Helene-Mayer-Ring und im ehemaligen Frauendorf sind die Wohneinheiten in einem Rastermaß von 3,75 m angelegt. Die Balkone in Süd-West-Ausrichtung sind durchgehend stufenförmig und großzügig mit Pflanztrögen ausgestattet. Nicht zuletzt diese terrassenförmige Anlage, die zu einer Verkleinerung der Grundrisse zu höheren Stockwerken hin erzwingt, führt dazu, dass im Olympischen Dorf trotz formaler Ähnlichkeit eine Vielzahl verschiedener Wohnungen verfügbar sind.
Auffällig ist die Gestaltung der Laufwege. Die Einkaufsmöglichkeiten liegen zentral angeordnet in der von den Dorfbewohnern so genannten Ladenstraße im Helene-Mayer-Ring. Auf dem Weg von der U-Bahn in die Wohnung geht man zwangsläufig durch die Ladenstraße. Zwischen den Gebäuden im Flachbereich gibt es ein Geflecht an Wegen in die Grünfinger hinein. Dieses Wegenetz bietet effiziente Querverbindungen zwischen den Straßen, sodass jeder Punkt im Dorf binnen wenigen Minuten zu Fuß erreicht werden kann. Die „Media Lines“ sind ein ca. 1,6 km langes System von Röhren, die sich durch das Olympische Dorf ziehen und an zentralen Punkten zusammenlaufen. Es ist ein Beleuchtungssystem und diente während der Olympischen Spiele auch als Kommunikations- und Medienanlage, bei der projizierte Information, Ton, Raumteilung, Sonnen- und Regenschutz, Heizung und Kühlung übermittelt wurden. Gleichzeitig dient die Farbgebung als Orientierungssystem. Es wurde vom österreichischen Architekten Hans Hollein entworfen.
Im Olympischen Dorf gehören Brunnen zum Straßenbild. Die größte Wasserfläche ist der Nadisee mit 30 m Durchmesser. Dort finden gelegentlich Festivitäten statt, und an Sommertagen ist er Anlaufpunkt für Kinder und Familien.

## Aktuelle Nutzung und Wahrnehmung
Das Olympische Dorf ist heute ein Wohngebiet mit etwa 6.100 Bewohnern. Der Wohnwert des Olympischen Dorfes gilt als sehr hoch, viele Umzüge finden lediglich innerhalb des Olympischen Dorfes statt. Das Wohnviertel hat viele Grünanlagen. Es wird von 90 Prozent der Eigentümer selbst bewohnt und hat die höchste Akademikerdichte Münchens. Im Rahmen des städtischen Wettbewerbes „Kinder- und familienfreundliches Wohnumfeld“ (2006) erhielt das Olympische Dorf einen Sonderpreis.
Die Wahrnehmung des Olympischen Dorfs war nicht immer positiv, insbesondere von außen. Die Architektur, die Anklänge an den Brutalismus zeigt, wurde bereits in den 1970er-Jahren teils heftig kritisiert („Betonwüste“), später wurden vor allem auch Schwierigkeiten bei der Instandhaltung wahrgenommen. Nachdem das Olympische Dorf unter Ensembleschutz gestellt ist, wurden seit etwa 2000 die Fußgängerbereiche neu hergerichtet; die terrassenförmige Anlage der Balkone ist mittlerweile gut eingewachsen, so dass der anfänglich nüchterne Eindruck nicht mehr vorherrschend ist. 2013 wurde die Sanierung des unter Denkmalschutz stehenden Olympia Towers abgeschlossen. Die Olywelt eG engagiert sich unter dem Motto gemeinsam besser leben bei der Besetzung der 36 Ladengeschäfte und der Gestaltung der Ladenstraße mit Ziel „dörflicher Kundenbeziehungen“.

### Studentenwohnanlage
Die Bungalows im Süden werden heute vom Studentenwerk München als Studentenwohnheim genutzt und als Studentenviertel Oberwiesenfeld oder Studentendorf (zur Unterscheidung von der Studentenstadt Freimann) bezeichnet. Auch beide Hochhäuser und einige der Terrassenbauten werden als Studentenwohnheim genutzt. Insgesamt gibt es hier etwa 1.800 Wohneinheiten für Studenten. Charakteristisch ist die Bemalung der Bungalow-Haustüren und -Fassaden, die einen Ausdruck europäischer Jugendkultur darstellt. Von 2007 bis 2010 wurden über einen Zeitraum von drei Jahren die Bungalows abschnittsweise abgerissen und im Einvernehmen mit den Denkmalbehörden neu errichtet, da eine energetische Sanierung der Sichtbetongebäude nicht sinnvoll erschien. Durch eine Reduzierung der Gebäudebreite von ursprünglich 4,20 m auf 3,15 m stehen nun 1.052 Bungalows statt 800 zur Verfügung.

### Zeitgenössische Kritik
Der Architekturkritiker Manfred Sack schrieb 1972:

„Allen heftigen Protesten zum Trotz haben die olympischen Bauherren keinen Architektenwettbewerb für das Dorf ausgeschrieben und den fetten Fisch ins Netz des vor allem in der Kostenprophetie als gewieft geltenden Stuttgarter Architektenbüros Heinle, Wischer und Partner dirigiert. Die so überaus bevorzugten Architekten sorgten gleich für die Selbstverteidigung, indem sie „zum erstenmal“ ein sogenanntes „Optimierungsverfahren“ anwandten, eine Art von monarchistisch gesteuertem, internem Wettbewerb, mit rigorosen Checklisten und Expertenfiltern.
So entstand das olympische Dorf. In München, wo der soziale Wohnungsbau zur Zeit beängstigend stagniert, machte man daraus ein sozialpolitisch zweifelhaftes, architektonisch immerhin diskutables Experiment.“

Der Spiegel kritisiert im gleichen Jahr, dass aus dem Vorhaben, ein „Musterbeispiel modernen sozialen Wohnungsbaus“ zu entwickeln, durch Auswahl des Entwurfs von Professor Erwin Heinle letztlich ein „Luxus-Quartier“ geplant wurde, das „allein Geldbürgern vorbehalten“ blieb. Die Mieten betrugen schließlich 14 DM pro Quadratmeter statt den für Neubauten im sozialen Wohnungsbau damals in München üblichen 4,20 Mark.
Ein Spiegel-Artikel von 1982 spricht von 12.000 Bewohnern auf 220.000 Quadratmetern und zitiert die renommierte Architektur-Zeitschrift „Bauwelt“, die das Olympische Dorf nach seiner Fertigstellung als „gigantische Fehlspekulation“, „Un-Stadt“, „gespenstische Szenerie“ und „spektakuläre Agglomeration von kulissenhaften Wohnverhältnissen“ bezeichnet hatte. Architekt Erwin Heinle habe sich in der Planungsphase überreden lassen, die Gebäude um drei Stockwerke zu erhöhen sowie auf einige architektonische Qualitäten wie auf großzügig bemessene Wohnungen zu verzichten, um im Gegenzug die aufwändigen Terrassenhäuser, umfangreiche Grünflächen und die Überbauung der Erschließungsstraßen durchsetzen zu können. Die Bewohnerschaft bestehe zu 70 % aus jungen Familien, überwiegend mit höherem Schulabschluss, die unter anderem die Kinderfreundlichkeit der Siedlung bewog, dorthin zu ziehen.

## Vereine und Organisationen
- EIG Einwohner-Interessen-Gemeinschaft[15]
- Kulturverein Olympiadorf e. V.
- SV Olympiadorf München e. V.
- Studenten im Olympiadorf e. V.
- Dorfsenioren Olympiadorf e. V.
- Deutsche Pfadfinderschaft Sankt Georg – Stamm Frieden Christi
- Verband Christlicher Pfadfinderinnen und Pfadfinder München-Moosach Olympiadorf Stamm Monseñor Óscar Arnulfo Romero
- Olywelt eG
- ODBG, Olympiadorf Betriebsgesellschaft
- Ökumenisches Kirchenzentrum im Olympischen Dorf, Am Helene-Mayer-Ring 23/25